# Isidro Gil
Isidro Gil Gabilondo (Azcoitia, c. 1842-Burgos, 1917) fue un pintor, dibujante, ilustrador, historiador, abogado y escritor español, considerado uno de los principales exponentes de la pintura burgalesa del siglo XIX, adquiriendo gran renombre en la ciudad, de la que llegó a ser secretario del Ayuntamiento, presidente de la Cámara de Comercio y vicepresidente de la Comisión provincial de Monumentos. En la misma urbe ocupó los puestos de profesor y director de la Academia Provincial de Dibujo (1875-1896) y de director del Museo Arqueológico y de Bellas Artes (1892-1897). Además, fue miembro de la Real Academia de Bellas Artes de San Fernando y de la Real Academia de la Historia (como académico correspondiente en la provincia de Burgos).

## Biografía
Nació en la localidad guipuzcoana de Azcoitia, según la fuente el 15 de octubre de 1842 o en 1843. En 1858 comenzó sus estudios universitarios en la Universidad Central de Madrid, licenciándose en 1865 en Derecho Civil y Canónico. Posteriormente se afincó en la ciudad de Burgos.
En dicha ciudad solicitó y recibió en 1875, juntamente con Evaristo Barrio, la plaza de profesor en la Academia de Dibujo, en aquella época ya denominada Academia Provincial de Dibujo al haber pasado a depender de la Diputación. Los dos nuevos profesores llevaron nuevos métodos de enseñanza y crearon nuevas asignaturas, entre otras reformas y cambios que dieron un nuevo impulso a la institución y acabaron con una época difícil para la misma. Se vivió entonces un «renacer» en la Academia, calificado como «el verdadero punto de arranque de la pintura burgalesa», que llevaría a la aparición de grandes artistas como Manuel Izquierdo Ordóñez, Marceliano Santa María o Luis Manero Miguel.
En 1878 realizó un viaje artístico por Italia, acompañado de su hermano gemelo Fermín, en el que recorrieron las principales ciudades y monumentos del país. En Roma llegaron a ser recibidos por el papa León XIII en su despacho privado junto a otros pocos españoles.
Fue nombrado secretario del Ayuntamiento de Burgos y por sus conocimientos en arqueología e historia se ocupó de la vicepresidencia de Comisión provincial de Monumentos. Además, fue uno de los fundadores de la Cámara de Comercio de la ciudad, de la que fue vicepresidente, llegando a ocupar el cargo de presidente entre 1888 y 1890.
En febrero de 1899 se renovaron los gigantones para las fiestas y el Ayuntamiento encargó a Isidro Gil y a Evaristo Barrio, el diseño de dos nuevos gigantillos. Actualmente se siguen sacando a las calles cada año, siendo conocidos como el «Alcalde» y la «Alcaldesa».
Falleció en Burgos en marzo de 1917.

## Obra
Aunque cultivó la práctica totalidad de géneros, temas y técnicas, la mayor parte de su obra se enmarca dentro del realismo y el costumbrismo, destacando especialmente en el género histórico, en el que es considerado el máximo exponente en la pintura burgalesa junto a Evaristo Barrio. También tiene obras de inspiración simbolista, paisajes o de arquitectura monumental.

### Pintura
Isidro Gil participó en varias Exposiciones Nacionales de Bellas Artes y fue premiado en varias exposiciones provinciales y en distintos certámenes organizados por La Ilustración Española y Americana.

#### Colón tomando posesión de la isla de San Salvador

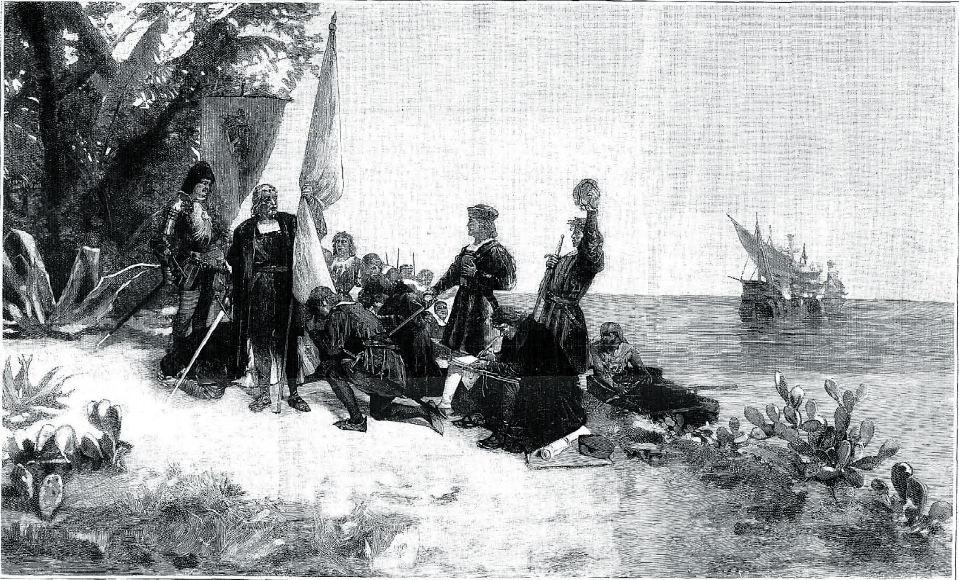
Grabado copia de Colón tomando posesión de la isla de San Salvador aparecido en la revista La Ilustración Española y Americana el 8 de agosto de 1890.

La vida de Cristóbal Colón en general, y el Descubrimiento de América en particular, son los temas más repetidos en la pintura de historia. Dentro de esta temática, Isidro Gil se decantó por el desembarco del navegante para su pintura Colón tomando posesión de la isla de San Salvador.
Este cuadro obtuvo en 1888 una mención honorífica durante el certamen artístico organizado por la revista La Ilustración Española y Americana. En las páginas de la misma publicación se describe la escena de la siguiente manera:

[...] en primer término está Colón, dirigiendo su mirada al cielo y llevando la espada en la mano derecha y el pabellón de Castilla en la izquierda; rodeándole sus lugartenientes, sus pilotos, sus marineros, unos de rodillas a sus pies, otros vitoreándole entusiasmados; la chalupa de desembarco aparece arrimada a la costa, y las gloriosas carabelas se columpian más lejos, en las tranquilas ondas; el Océano se extiende inmensamente, límpido y terso bajo el sereno cielo.

#### La independencia de Castilla
Una de las principales pinturas de Isidro Gil es La independencia de Castilla, un óleo sobre lienzo de aproximadamente 3 × 2 m encargado al autor en 1890 por el Ayuntamiento de Burgos. Esta obra es la única dedicada al conde Fernán González, figura clave en la historia de Castilla pues, bajo su gobierno, el entonces condado castellano comenzó a actuar con una autonomía casi total respecto del Reino de León. Estos hechos mitificaron la figura del conde, llegando a considerarse que había conseguido la independencia de Castilla a la que alude el título del lienzo.
La escena presente en el cuadro, que actualmente se encuentra en el Archivo Municipal de Burgos, es descrita por Carlos Reyero en su libro Imagen histórica de España (1850-1900):

[...] representa al conde Fernán González a caballo, en el centro de la composición, que se abre paso por un camino de tierra a cuyos lados es aclamado; a la derecha, destaca la figura de un obispo y miembros del clero y, a la izquierda, un grupo de soldados, algunos de los cuales siguen al conde. Ocupando la mitad derecha del cuadro —detrás de los personajes— hay una construcción con pórtico y tres alquerías de aire románico; a la izquierda, al fondo, se percibe otra construcción más desdibujada.

El mismo Reyero concluye que se trata de una «composición [...] en la línea de 'entradas triunfales en ciudades' [...] con todos los convencionalismos de la pintura de Historia».

#### Mazeppa

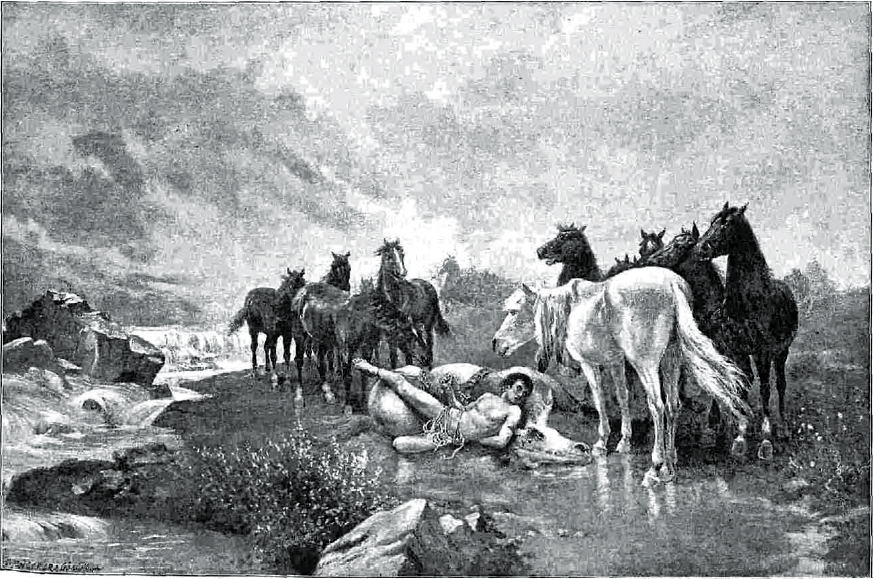
Grabado copia de Mazeppa aparecido en la revista La Ilustración Artística el 6 de febrero de 1893.

Otra de las pinturas destacables de entre las obras de Isidro Gil es Mazeppa, participante en la Exposición Nacional de Bellas Artes de 1892. El periódico La Dinastía describe la escena y comenta el estilo del cuadro de la siguiente forma:

El señor Gil la ha interpretado [la leyenda de Mazeppa] con gallardía; la figura del héroe atado a su corcel es muy brava y el grupo de caballeros [sic, por caballos] que lo contemplan posee mucha vida; el color es sobrio y algo apagado y el dibujo bueno

Sobre el tema elegido (la leyenda de Mazeppa), la revista La Ilustración Artística escribe:

En leyendas, tradiciones y hechos históricos han buscado siempre los artistas asunto para sus producciones de mayor mérito y de verdadero interés, según la valía del pintor. No debe, pues, sorprender que el laborioso y discreto artista guipuzcoano Gil Gavilondo se haya inspirado en un episodio eminentemente dramático, cual es aquel en que por milagro salvó la vida Mazeppa el hetmán [sic, por atamán] de los cosacos, que después de haber servido como paje de Juan Casimiro de Polonia, intentó sacudir el yugo del czar [sic] de Rusia, aliándose con Carlos XII, que a excitación suya libró la batalla de Poltava.

La misma revista concluye su análisis con las siguientes palabras:

El gran lienzo [...] revela estudio y da a conocer los alientos de su autor, siendo uno de los cuadros que más llamaba la atención de los visitantes en la Exposición internacional de Bellas Artes.

Una copia del mismo autor se conserva en el Museo de Burgos.

#### Otras pinturas
Además de las mencionadas, entre sus pinturas destacan: Una dama en su tocador (acuarela sobre papel fuerte que obtuvo muy buenas críticas en la Exposición Nacional de Bellas Artes celebrada en Zaragoza en 1868), Antes de la función (participante en la Exposición Nacional de Bellas Artes de 1878) o Apunte para un cuadro.

### Dibujo
Isidro Gil destacó espacialmente como ilustrador, dejando una gran cantidad de dibujos de todo tipo. Dentro de este campo es necesario señalar su colaboración en distintas publicaciones, revistas y libros. Fue colaborador artístico de La Ilustración Española y Americana, donde publicó tanto dibujos propios como otros especialmente diseñados para ilustrar noticias de actualidad, y participó en la serie España. Sus monumentos y artes.
De su trabajo como ilustrador es reseñable haber sido el encargado de los dibujos que acompañaron a la primera edición en español de Ana Karenina, de León Tolstoi (1887). Cabe destacar que en todos sus libros, él mismo se ocupaba de las ilustraciones.
Entre sus dibujos destacan Puerto de San Sebastián y Curso del Urola, ambos presentados en la Exposición Nacional de Bellas Artes celebrada en Madrid en 1866.

### Arqueología e Historia
La mayor parte de sus estudios arqueológicos e históricos se centran en la provincia de Burgos, como la monografía sobre el castillo de esta ciudad, Descripción histórica y pintoresca del Templo de San Pablo, de Burgos (1878) o Memorias históricas de Burgos y su provincia (1913). Sin embargo, también destacan El Castillo de Loarre y el Alcázar de Segovia (1905), obra premiada por el Ateneo de Madrid, o el artículo publicado en El Diario de Burgos sobre las carabelas de Colón (1892).
También destaca su participación en la Descripción con planos de la Cueva llamada de Atapuerca (1868), primera obra en la que se describe con detalle Atapuerca, que incluía grabados de Isidro Gil.
Todas sus obras incluyen dibujos y planos realizados por él mismo.